# Буян Іван Васильович
Іва́н Васи́льович Буя́н (нар. 10 лютого 1932, с. Гурівка, нині Долинський район Кіровоградська область) — український вчений-економіст. Доктор економічних наук (1977), професор (1979). Заслужений діяч науки і техніки України (2000).

## Життєпис
Народився 10 лютого 1932 року у селі Гурівка на Кіровоградщині.
Закінчив Львівський торговельно-економічний університет (1954). 1976–1987 — завідувач кафедри політекономії Київського інституту харчової промисловості.
Від 1987 — завідувач кафедри економічної теорії ЗУНУ.
Наукові дослідження: професійний і кваліфікований поділ праці, взаємозв'язок та взаємодія людини й економіки. Автор більше 100 наукових робіт, у тому числі 2-х індивідуальних монографій.